# Üzbég nyelv
Az üzbég nyelv (latin írással oʻzbek tili vagy oʻzbekcha, cirill írással ўзбек тили vagy ўзбекча, arab írással أۇزبېك ﺗﻴﻠی) török nyelv, amely Üzbegisztán hivatalos nyelve. 33 millió ember beszéli anyanyelveként, jellemzően az Üzbegisztánban és Közép-Ázsia többi részén élő üzbégek.
Az üzbég a török nyelvek turki csoportjához tartozik, amelyet a nemzetközi irodalom többnyire karluk vagy ujgur csoportként ismer. Szókincse és nyelvtana az ujgur nyelvhez áll legközelebb, de perzsa, arab és orosz hatások is formálták.

## Ábécé
A latin írásra a függetlenedés után (1992-ben) tértek át.

## Fordítás
- Ez a szócikk részben vagy egészben az Uzbek language című angol Wikipédia-szócikk ezen változatának fordításán alapul.  Az eredeti cikk szerkesztőit annak laptörténete sorolja fel. Ez a jelzés csupán a megfogalmazás eredetét és a szerzői jogokat jelzi, nem szolgál a cikkben szereplő információk forrásmegjelöléseként.